# 장승리 고분군
장승리 고분군은 대한민국 충청남도 청양군 청양읍 장승리에 있다. 2018년 1월 12일 청양군의 향토유적 제11호로 지정되었다.

## 개요
청양 우회도로 공사구간 내 발굴조사 시 발견된 고분군으로 청동기시대, 백제시대 등 고분을 비롯한 다수의 유적이 발견되어 현재의 위치에 복원해 놓았다.